# Sideroxylon lanuginosum
Sideroxylon lanuginosum är en tvåhjärtbladig växtart som beskrevs av André Michaux. Sideroxylon lanuginosum ingår i släktet Sideroxylon och familjen Sapotaceae.

## Underarter
Arten delas in i följande underarter:
- S. l. lanuginosum
- S. l. oblongifolium
- S. l. rigidum

## Bildgalleri

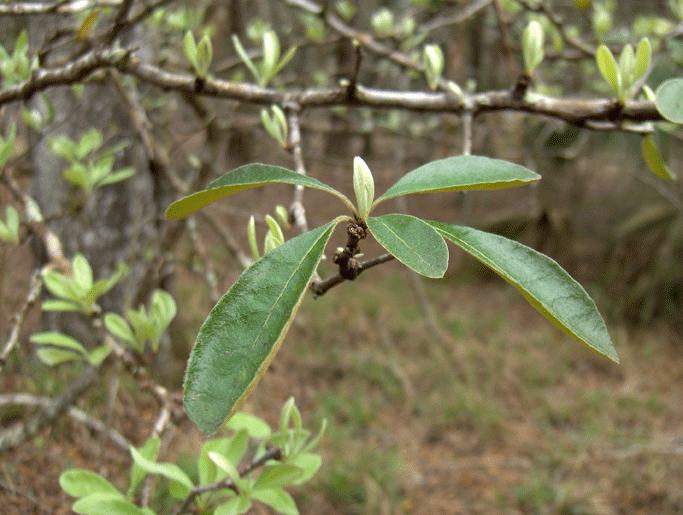